# DJAM
DJAM — журнал про клубне життя і електронну музику, який видається в Україні кожного місяця російською мовою. На сторінках цього журналу, що відрізняється яскравим дизайном у молодіжному стилі, можна знайти інформацію про клубну індустрію України та всього світу, дізнатися про нові релізи. Власником журналу DJAM є компанія «ВІРУС Music».

## Історія
Перший номер журналу DJAM вийшов навесні 2006 року. Тираж на той час склав 10000 примірників.
Засновником видання став Дмитро Феліксов. Слоган журналу - "Дзеркало клубного життя", що повністю відображає зміст. DJAM припинив своє видання наприкінці 2011 року.

## Основні рубрики журналу
- Календар
- Exclusive
- Urban Wave
- FunТастика
- Рецензії
- Техноген News
- Арт-Магазин
- Dress&Face
- Club Subject
- Зоряний пил